# Harrington & Richardson Topper
La Harrington & Richardson Topper fue una escopeta de caza de fabricación estadounidense utilizada tanto en la Primera Guerra Mundial como en la Segunda Guerra Mundial.

## Historia
Estas armas eran muy utilizadas en Inglaterra por pequeños agricultores y terratenientes para el control de alimañas, y durante mucho tiempo, en particular en las guerras previas a la Primera Guerra Mundial, entreguerras, y la Segunda Guerra Mundial y a comienzos de la década de 1980, las armas estadounidenses como ésta fueron populares en Gran Bretaña por su sencillez, su eficiencia y su bajo precio. Una de las razones de su bajo precio era que podían hacerse casi por completo a máquina. Estas escopetas están por  toda Europa y América, ya que la emigración posguerras, en Europa, las repartió y quedaron en poder de hijos y nietos de los primeros poseedores.

## Diseño
La forma básica de arma de trabajo es el arma de apertura central y disparo único, con sencillos accesorios como una correa, una cantonera acolchada y mecanismos de puntería fijos. Como resultado, la escopeta monotiro era un elemento integral de todas las pequeñas granjas estadounidenses, considerada como una herramienta casi equivalente a una pala o un hacha. Su largo caño y bajo peso, le dan dos características especiales, un tiro cerrado de largo alcance y ágil acción de puntería.